# Kirkley
Kirkley är en ort i civil parish Lowestoft, i distriktet East Suffolk i grevskapet Suffolk, i England. Orten är belägen 2 km från Lowestoft. Kirkley var en civil parish fram till 1907 när blev den en del av Lowestoft. Civil parish hade 6 465 invånare år 1901. Byn nämndes i Domedagsboken (Domesday Book) år 1086, och kallades då Kirkelea.